# Whispers II
Whispers II — шостий студійний альбом англійського співака і автора пісень Passenger, представлений 20 квітня 2015 року під лейблами «Black Crow Records» і «Nettwerk»; є сиквелом попереднього альбому «Whispers». Увесь прибуток, отриманий від продажу цієї платівки, музикант передає фонду ЮНІСЕФ.

## Список пісень
| Стандартне видання | Стандартне видання        | Стандартне видання |
| #                  | Назва                     | Тривалість         |
| ------------------ | ------------------------- | ------------------ |
| 1.                 | «Fear of Fear»            | 2:58               |
| 2.                 | «Catch in the Dark»       | 3:28               |
| 3.                 | «A Thousand Matches»      | 3:45               |
| 4.                 | «I'll Be Your Man»        | 3:11               |
| 5.                 | «Travelling Alone»        | 5:04               |
| 6.                 | «David»                   | 4:30               |
| 7.                 | «Words»                   | 4:12               |
| 8.                 | «The Way That I Need You» | 3:31               |
| 9.                 | «Strangers»               | 3:53               |
| 10.                | «Nothing's Changed»       | 3:44               |

| Делюкс видання | Делюкс видання                | Делюкс видання |
| #              | Назва                         | Тривалість     |
| -------------- | ----------------------------- | -------------- |
| 1.             | «Two Hands» (акустична)       | 2:36           |
| 2.             | «Stolen Toys» (акустична)     | 3:46           |
| 3.             | «The Way It Goes» (акустична) | 2:16           |
| 4.             | «Settled» (акустична)         | 5:05           |
| 5.             | «Timber and Coal» (акустична) | 2:28           |
| 6.             | «Darkest Days» (акустична)    | 2:57           |

## Чарти
| Чарт (2014)                                          | Найвища позиція |
| ---------------------------------------------------- | --------------- |
| Австралія Australian Albums (ARIA)                   | 17              |
| Бельгія Belgian Albums (Ultratop Flanders)           | 86              |
| Бельгія Belgian Albums (Ultratop Wallonia)           | 149             |
| Канада Canadian Albums (Billboard)                   | 15              |
| Нідерланди Dutch Albums (MegaCharts)                 | 63              |
| Ірландія Irish Albums (IRMA)                         | 49              |
| Нова Зеландія New Zealand Albums (Recorded Music NZ) | 30              |
| Велика Британія UK Albums (OCC)                      | 12              |
| США Folk Albums (Billboard)                          | 8               |

## Історія випуску
| Регіон          | Дата           | Лейбл      |
| --------------- | -------------- | ---------- |
| Велика Британія | 20 квітня 2015 | Black Crow |